# Fairfield (Connecticut)
Fairfield és un poble dels Estats Units a l'estat de Connecticut. Segons el cens del 2005 tenia 57.813 habitants.

## Demografia
Segons el cens del 2000, Fairfield tenia 57.340 habitants, 20.397 habitatges, i 14.808 famílies. La densitat de població era de 737,2 habitants/km².
Dels 20.397 habitatges en un 33,9% hi vivien nens de menys de 18 anys, en un 61,8% hi vivien parelles casades, en un 8,5% dones solteres, i en un 27,4% no eren unitats familiars. En el 22% dels habitatges hi vivien persones soles el 10,3% de les quals corresponia a persones de 65 anys o més que vivien soles. El nombre mitjà de persones vivint en cada habitatge era de 2,61 i el nombre mitjà de persones que vivien en cada família era de 3,07.
Per edats la població es repartia de la següent manera: un 23,7% tenia menys de 18 anys, un 9,8% entre 18 i 24, un 27,5% entre 25 i 44, un 22,7% de 45 a 60 i un 16,3% 65 anys o més.
L'edat mediana era de 38 anys. Per cada 100 dones de 18 o més anys hi havia 85,7 homes.
La renda mediana per habitatge era de 83.512 $ i la renda mediana per família de 100.920 $. Els homes tenien una renda mediana de 69.525 $ mentre que les dones 44.837 $. La renda per capita de la població era de 43.670 $. Aproximadament l'1,8% de les famílies i el 2,9% de la població estaven per davall del llindar de pobresa.

## Personalitats
- Meg Ryan. Actriu i productora de cinema.